# Lukian Araújo de Almeida
Lukian Araújo de Almeida (* 21. September 1991 in Nova Rosalândia), auch einfach nur Lukian genannt,  ist ein brasilianischer Fußballspieler.

## Karriere
Seine Karriere begann Lukian 2011 in Rio de Janeiro bei Nova Iguaçu FC. Hier schoss er in 25 Spielen drei Tore. Nach drei Jahren zog es ihn dann nach Americana zum Rio Branco EC. Hier spielte er eine Halbserie und ging anschließend wieder auf Leihbasis zurück nach Rio de Janeiro zu Nova Iguaçu. 2014 wechselte er wieder zum Rio Branco EC, wo er 14 Spiele absolvierte, um nach der Halbserie nach Recife zu Santa Cruz FC zu wechseln. Hier erzielte er in der Halbserie in acht Spielen zwei Tore. 2015 unterschrieb er einen Vertrag in Lucas do Rio Verde bei dem dort ansässigen Verein Luverdense EC. Während der Saison wechselte er in die K League 2 nach Südkorea zum dortigen Zweitlisten Bucheon FC 1995. In zwei Jahren brachte er es auf 60 Spiele und erzielte 19 Tore. 2017 unterschrieb er einen Vertrag beim K-League-Classic-Klub Busan IPark. Dort schoss er in der Hinserie zwei Tore. Während der Saison wurde er zum FC Anyang in die zweite Liga ausgeliehen. Für den Zweitlisten schoss er in zehn Spielen vier Tore. 2018 wechselte er nach Thailand in die Thai League. Hier nahm ihn der Erstligist Pattaya United unter Vertrag. Mit 18 Toren in 32 Spielen war er Pattayas erfolgreichster Torschütze. Nach der erfolgreichen Saison wechselte er 2019 nach Chonburi zum Ligakonkurrenten Chonburi FC, wobei er in der Hinserie in zehn Einsätzen elf Tore schoss. Nach der Hinserie wechselte er im Juli 2019 nach Japan. Hier verpflichtete ihn der Erstligist Júbilo Iwata. Ende 2019 stieg er mit dem Verein aus Iwata in die zweite Liga ab. Ende 2021 feierte er mit Júbilo die Meisterschaft und den Aufstieg in die erste Liga. Mit 22 Toren wurde er Torschützenkönig der Liga. Für Júbilo absolvierte er insgesamt 85 Ligaspiele und schoss dabei 33 Tore. Nach dem Aufstieg verließ er den Klub und schloss sich dem Erstligisten Avispa Fukuoka an. Nach zwei Spielzeiten, in denen er 61 Ligaspiele bestritt, wechselte er im Januar 2024 zum ebenfalls in der ersten Liga spielenden Shonan Bellmare. Nach 36 Ligaspielen wechselte er am 16. März 2024, dem letzten Tag der Transferperiode, zum Erstligaaufsteiger Yokohama FC.

## Erfolge
Júbilo Iwata
- Japanischer Zweitligameister: 2021  ▲

## Auszeichnungen
J2 League
- Torschützenkönig: 2021